# Юзбашылы Первые
Юзбашылы́ Первые (азерб. Birinci Yüzbaşılı) — село в Агдамском районе Азербайджана.

## Этимология
Название происходит от названия села Юзбашылы (ныне не существует).

## История
Первые упоминания села датированы концом XIX века.
Село Юзбашлу в 1913 году согласно административно-территориальному делению Елизаветпольской губернии относилось к Ахмедагалинскому сельскому обществу Шушинского уезда.
В 1926 году согласно административно-территориальному делению Азербайджанской ССР село относилось к дайре Хиндристан Агдамского уезда.
После реформы административного деления и упразднения уездов в 1929 году был образован Хындрыстанский сельсовет в Агдамском районе Азербайджанской ССР.
Согласно административному делению 1961 и 1977 года село Юзбашылы Первые входило в Хындрыстанский сельсовет Агдамского района Азербайджанской ССР.
В 1999 году в Азербайджане была проведена административная реформа и был учрежден Хындрыстанский муниципалитет Агдамского района, куда и вошло село.

## География
Неподалёку от села протекает река Хачынчай.
Село находится в 29 км от райцентра Агдам, в 7 км от временного райцентра Кузанлы и в 329 км от Баку. Ближайшая ж/д станция — Тазакенд.
Высота села над уровнем моря — 252 м.

## Население
| Численность населения |
| 1979                  |
| --------------------- |
| 500                   |

## Климат
В селе холодный семиаридный климат.

## Инфраструктура
В 2012 году начато строительство детского сада в селе.